# Uruçu-boi
Melipona fuliginosa, popularmente conhecida como manduri-preto, uruçu, uruçu-boi, erereú-negra, turuçu ou mel-de-anta, é uma espécie de abelha social da subfamília dos meliponíneos (abelhas sem ferrão). Possui coloração negra, com 13 mm de comprimento, sendo a maior das abelhas desta subfamília, no Brasil, onde está presente em numerosos estados (Amazonas, Pará, Acre, Rondônia, Roraima, Amapá,  Maranhão, Mato Grosso. Ocorre também na Argentina (Salta), Bolívia (El Beni, La Paz, Santa Cruz), na Guiana Francesa (Cayenne, Kourou), na Guiana (Cuyuni-Mazaruni), no Suriname (Marowijne), na Venezuela (Amazonas) e Colômbia.
Abelha cleptobiótica ou pilhadora, isto é, saqueia os ninhos de outras espécies, para retirar o mel, o pólen e a cera armazenados nas colmeias. Existem relatos segundo os quais a  Melipona fuliginosa Lepeletier mostrou-se  uma ladra  agressiva, capaz de eliminar colmeias inteiras de Apis mellifera, decapitando as operárias que saíam em defesa dos seus ninhos. Na Colômbia (Santander e Llanos Orientais), o motivo desses ataques nem sempre foi evidente: tanto teriam ocorrido em épocas de escassa produção de néctar - quando  M. fuliginosa roubou as provisões - como em épocas de bom  fluxo de néctar, quando foram relatados ataques, sem ter havido pilhagem.
A espécie constrói grande parte do seu ninho, de formato tubular, com resina e sementes, além de barro.